# Der arme Conrad (Zeitschrift)
Der arme Conrad (auch Der arme Konrad geschrieben) war eine deutschsprachige anarchistische Zeitschrift, erschienen in Berlin von 1896 bis 1899.

## Titel
Anfang des 16. Jahrhunderts bildeten in Deutschland geheime Bauernbünde die Grundlage für die späteren Bauernaufstände. Gegen Ende des 15. Jahrhunderts entstand die „Verschwörergruppe“ Bundschuh. Nach Zerschlagung dieser Gruppe, urkundlich erwähnt seit 1503, wurde ein neuer Bauernbund mit dem Namen Armer Konrad gebildet. Die Zeitschrift Der arme Conrad erhielt ihren Titelnamen nach diesem geheimen Verschwörerkreis (Ausgabe Nr. 1, S. 1).

## Geschichte
Nach dem Selbstverständnis des Herausgebers Edmund Fischer und der Redakteure Rosa Bareits, Albert Weidner, Friedrich Wilhelm Dempwolf, Gustav Friedrich und anderer wurde in der Nr. 1 in beeindruckenden Worten das Anliegen der Zeitschrift formuliert: in einer für alle Leser verständlichen Sprache ein „Lichtpunkt zu sein für alle Leidensgenossen“ und ihnen den Tag der Befreiung „aus dem Sumpf der gesellschaftlichen Verkommenheit“ anzuzeigen. Das Wochenblatt für das arbeitende Volk engagierte sich, um die bestehende Heuchelei, den Zwang, die Lügen, den Betrug, die Eitelkeiten und Vorurteile sowie den Fanatismus zu bekämpfen.
1896 und 1898 wurden nach den zu dieser Zeit geltenden Gesetzen verschiedene Ausgaben verboten. Der arme Conrad wurde zusammen mit der Zeitschrift Der Sozialist vertrieben, allerdings mit eigener Heft- und Jahrgangszählung und musste extra bezahlt werden. Mit dem Inhalt wollte die Zeitschrift vor allem Land- und Industriearbeiter ansprechen mit Beiträgen von unter anderem Bruno Wille, Gustav Landauer, Ludwig Börne, Hoffmann von Fallersleben, Friedrich Bodenstedt, Ludwig Anzengruber, Heinrich Heine, Johann Heinrich Pestalozzi und Ludwig Uhland.